# Présidence luxembourgeoise du Conseil de l'Union européenne en 2005
 (décembre 2023).
Si vous disposez d'ouvrages ou d'articles de référence ou si vous connaissez des sites web de qualité traitant du thème abordé ici, merci de compléter l'article en donnant les références utiles à sa vérifiabilité et en les liant à la section « Notes et références ».
Présidence néerlandaise du Conseil de l'Union européenne en 2004 Présidence britannique du Conseil de l'Union européenne en 2005
La présidence luxembourgeoise du Conseil de l'Union européenne en 2005 désigne la onzième présidence du Conseil de l'Union européenne effectuée par le Luxembourg depuis l'instauration de cette présidence en 1958.
Elle fait suite à la présidence néerlandaise de 2004 et précède la présidence britannique du second semestre 2005.